# Democracia digital
La llamada democracia electrónica o democracia digital, conocida en inglés como e-democracy y en francés como cyberdémocratie, es el uso de las TIC (informática, Internet, computación móvil y telecomunicaciones) para crear espacios de diálogo y reflexión social, acceso a información de sujetos políticos (planes de trabajo, ideología), ejercicio de los derechos de participación/políticos, y mejora de los procesos electorales en la relación existente entre ciudadanos, sujetos políticos, e instituciones electorales.
Es la democracia que usan las nuevas tecnologías de la información y los medios alternativos de comunicación, para satisfacer sus necesidades en beneficio de todos, y para mejorar procesos dentro de una democracia representativa. Es una forma de desarrollo político o de encare político que aún está en su infancia, y es tema de variados debates y enfoques en relación con gobiernos, grupos cívicos, y sociedades, a lo largo y ancho de este mundo.

## Etimología
El término es al tiempo descriptivo y prescriptivo. Normalmente, los tipos de mejoras buscados por los proponentes de la democracia electrónica están enmarcados en términos de hacer más accesibles los procesos; hacer más directa y expansiva la participación ciudadana en la toma de decisiones políticas, para de esta manera ejercer mayor influencia en resultados políticos (ya que más individuos involucrados producirán políticas más inteligentes); aumentar la transparencia y confiabilidad; y mantener al gobierno más cerca del consentimiento de los gobernados, aumentando su legitimidad política. La democracia electrónica incluye en ese sentido la práctica del acceso a información pública de sujetos políticos, voto electrónico, pero va mucho más allá de este único aspecto del proceso democrático.
A la democracia electrónica también se le ha llamado ciberdemocracia o democracia digital. Antes de 1994, cuando el término fue acuñado en el seno de los movimientos cívicos de Minnesota (Estados Unidos), el vocablo predominante era el de teledemocracia. La "teledemocracia", tal como la definió el científico político Ted Becker en 1981, combinaba elementos de democracia electrónica con algunos de "democracia deliberativa", ambos formulados casi al mismo tiempo. "Teledemocracia" es un término general que incluiría tanto el de "democracia electrónica", o el "democracia deliberativa", como muchos tipos de "democracia directa".

## Motivaciones y factores promotores
La principal motivación de la e-democracy es conseguir a través de la implicación de la ciudadanía y su participación activa en los procesos de decisión:
- Mejorar la calidad de la política y la democracia
- Ganar confianza y aceptación del proceso político
- Compartir la responsabilidad de las tomas de decisión políticas

Recuperando así la esencia de la democracia desde los orígenes, pero con niveles totales de inclusión. Aprovechar las características capacitadoras de las TIC para fomentar instrumentos similares a las ágoras griegas, en un entorno también virtual y, sobre todo, superando las fronteras de tiempo y lugar.
A pesar de que el objetivo final de la e-democracy se dirija a la participación plural de la ciudadanía, es difícil conseguirlo directamente y se pueden definir unas etapas o fases, de forma que faciliten la consecución satisfactoria de los proyectos de e-democracy.
El grupo de trabajo del área de conocimiento e-democracy de IT4ALL, liderado por la CALRE (Conférence des Assemblées Législatives Régionales d'Europe) en Europa, establece este conjunto de recomendaciones o factores esenciales para la e-democracy: apertura, compromiso, proactividad, formación en valores cívicos y multicanalidad, cada uno de los cuales se describe a continuación:
- Apertura: las instituciones representativas están obligadas a operar con transparencia y facilitar la participación de la ciudadanía en sus procesos de decisión.
- Compromiso: no se trata sólo de objetivos a alcanzar, sino que deben constituir la base sobre la que se fundamenta el diseño estratégico y la cultura corporativa de las instituciones. La apuesta por la apertura debe incorporar compromisos presupuestarios y medidas de transformación organizacional vinculadas a estos valores.
- Proactividad: los ciudadanos deben actuar con responsabilidad, informándose en las instituciones, consultando sus dudas y aportando ideas.
- Multicanalidad: debe apostarse por una combinación inteligente de las posibilidades que ofrece cada TIC para llegar a todos los ciudadanos sin discriminación.
- Formación en valores cívicos: ofrecer oportunidades reales de participación de los ciudadanos en los procesos de decisión es mucho más que simple tecnología. Las instituciones deben esforzarse por animar este intercambio simplificando lenguajes y procedimientos, visibilizando al máximo los resultados que se deriven de las aportaciones cívicas y formando, especialmente a los más jóvenes, en la cultura de la responsabilidad y la participación.

## Tipos
- Democracia 4.0
- Democracia directa digital
- Democracia líquida
- Wikidemocracia
- Acceso a información de sujetos políticos

## Desafíos para su implantación
El desafío para gobiernos y administraciones, y también para individuos y grupos, es desarrollar herramientas y adaptar procesos para alcanzar las aspiraciones de la democracia electrónica. Hay numerosos asuntos prácticos y teóricos que deben aun ser analizados, y en ese sentido se está avanzando en varios países por medio de un vasto y diverso grupo de experimentos y pruebas para intentar acercamientos y técnicas.
Uno de los mayores problemas que necesita ser superado para que la democracia electrónica sea un éxito es el de la identificación de ciudadanos. Para lograr elecciones y tramitaciones seguras desde los ciudadanos hacia sus gobiernos, los primeros deben tener algún tipo de identificación que proteja de la piratería o la usurpación de identidad (y que incluso pudiera ser usada en foros de Internet). La necesidad de permitir una comunicación anónima mientras, al mismo tiempo, se puedan otorgar determinados permisos dentro del sistema electrónico a ciudadanos concretos, podría ser resuelta usando ciertos métodos criptográficos. En el Reino Unido hay mucha discusión en torno a la introducción de una tarjeta de identificación nacional Británica. En España se comenzó a implantar el documento nacional de identidad (DNI) digital en 2006, aunque aún no están claras sus aplicaciones en los procesos electorales.
Otro problema al respecto es la posibilidad de que haya muchos intereses creados que podrían verse afectados por una democracia más directa. Entre estos se encuentran los de determinadas figuras políticas, propietarios de medios, cabildos (lobbies) y grandes negocios y uniones de comercio, que en algunos casos probablemente se opondrían a la aplicación significativa de los conceptos de la democracia electrónica, en la medida en que teóricamente acercarían más los ámbitos de decisión a los ciudadanos.

### Acceso a información de sujetos políticos
La información de sujetos políticos debe ser pública, el acceso a esta información permite ejercicios de transparencia y de rendición de cuentas.

### Voto por Internet
La democracia electrónica, y más concretamente el voto por Internet, debería contar con todas las ventajas de seguridad en el ámbito legal para poder desarrollarse, dado que se considera que existen ya todos los medios tecnológicos necesarios para ello. En ese sentido, cuenta ante todo con la ventaja de poder ser más barata, eficiente, segura y veraz que los métodos de voto tradicionales. Se podría seguir de una manera intuitiva por todos los usuarios posibles, y para todos los tipos de votos o interacciones con el Estado (voto por elecciones, voto referendario, envío de iniciativas populares, etc.).

### Internet como medio político
Internet se ve como una plataforma y medio de entrega para las herramientas que ayudan a eliminar las limitaciones de distancia de la democracia directa. Los medios técnicos para la democracia electrónica pueden extenderse a tecnologías móviles como los teléfonos móviles.
Hay diferencias importantes entre los medios de comunicación anteriores a Internet, que son relevantes para la red como medio político. La más importante es que Internet es un medio de comunicación de muchos-a-muchos, a diferencia de la radio y la televisión, que trasmiten de pocos-a-muchos, y los teléfonos, pocos-a-pocos. En ese sentido, Internet tiene una capacidad computacional mucho mayor que permite un fuerte cifrado y manejo de bases de datos, lo cual es importante para el acceso compartido a la información, para la democracia deliberativa y para la prevención del fraude electoral. Además, la gente puede usar Internet para colaborar y encontrarse de manera asíncrona —es decir, no necesitan estar reunidos al mismo tiempo para lograr las cosas—. Debido a todos estos factores, Internet tiene el potencial para un uso político más intenso que otros medios tradicionales de comunicación política como el teléfono, la televisión, los periódicos y la radio.

### Democracia directa electrónica
La democracia directa electrónica es una forma de democracia directa en la cual Internet y otras tecnologías de comunicación electrónica se usan para mejorar la burocracia involucrada con los referendos, registrando electrónicamente los votos. Muchos partidarios piensan que también se pueden incluir en esta noción las mejoras tecnológicas al proceso deliberativo, o incluso a la gestión de gobierno para acercarla a los ciudadanos. A la democracia directa electrónica se le llama a veces EDD (muchos otros nombres se usan para lo que es esencialmente el mismo concepto).
Según el concepto de aplicación moderada de la tecnología a la democracia directa, los ciudadanos tendrían el derecho de votar en asuntos legislativos ante el parlamento o el congreso, escribir nuevos proyectos legislativos y revocar representantes en cualquier etapa.
Un ejemplo contemporáneo que toma un acercamiento evolucionario a la Democracia Directa Electrónica es aquel en el que los representantes conducen referendos independientemente usando Internet u otras tecnologías de la comunicación. Este paso potencial hacia la democracia directa electrónica no requiere cambios constitucionales ya que simplemente refuerza la relación entre el elector y el elegido. El extremo sería aquel en el cual los representantes electos del pueblo en un parlamento o en un gobierno se limitasen a trasmitir a los ciudadanos aquellos proyectos que se proponen a su decisión, y hacer efectivos después los resultados de esos referendos electrónicos. Actualmente existen movimientos como Democracia Directa Digital y Partido de Internet en España, Asociación Civil Eudemocracia en Argentina o el Partido Digital en Uruguay que abogan por dicho sistema.
Ross Perot fue por un tiempo un prominente defensor de la Democracia Directa Electrónica cuando propuso Ayuntamientos Electrónicos durante sus campañas presidenciales de 1992 y 1996 en los Estados Unidos. Este concepto ha sido recuperado por otros movimientos en diversos lugares del mundo en la actualidad gracias a las posibilidades de Internet.
La democracia directa electrónica como sistema no ha sido implementada totalmente en ningún lugar del mundo aunque Suiza, ya gobernada parcialmente por democracia directa, se mueve en dirección a dicho sistema.

## Ventajas y desventajas
Algunas objeciones tradicionales que vienen de la democracia directa se aplican a la democracia electrónica, como por ejemplo, el potencial de los gobiernos de irse hacia el populismo y la demagogia. Autores como Kampen y Snijkers han expresado el temor al populismo ya que consideran que, en todo caso, las minorías siempre sufren el coste de las elecciones sociales ineficientes. Además, un modelo populista, dentro de una democracia representativa, suele priorizar formas de participación ciudadana más directas, pero si aspiramos a una democracia deliberativa, lo importante no es eso sino procurar que ayude a promover y a fomentar unos sólidos procesos deliberativos.
Haciendo un análisis politológico más profundo al respecto, J. Haskell apunta que los mecanismos de democracia directa no previenen de la tiranía de la mayoría, basándose en la conocida "paradoja del voto" por la cual un grupo social, aun formado por sujetos racionales y conscientes, no siempre es capaz de ordenar sus elecciones de forma coherente y por tanto, las mayorías siempre estarán compuestas por coaliciones de minorías inestables, por lo que rara vez, expresarán instrucciones políticas claras y comprehensivas, lo que, a su vez, puede llevar a concluir que el voto directo no siempre expresa la voluntad popular mejor que la decisión de los representantes. Así, según el autor, una democracia representativa podría reflejar mejor el interés público representando mayor diversidad en una sociedad plural, diversa y compleja. Por tanto, lo que sería verdaderamente necesario, es utilizar los mecanismos de democracia electrónica para crear y consolidar procedimientos que permitan revisar las decisiones políticas y escuchar a todos los intereses de la sociedad. 
Por otro lado, existen objeciones más prácticas, relacionadas con la brecha digital entre aquellos con acceso a los medios de la democracia electrónica  (teléfonos móviles y conexiones a Internet) y los que no los tienen, como también el costo del gasto en las innovaciones de democracia electrónica.
Tecnologías contemporáneas como listas de correo electrónico, redes p2p, software colaborativo, wikis, foros de Internet y blogs sirven como pistas y soluciones potenciales tempranas para algunos aspectos de la democracia electrónica; igualmente, también son muestras de algunos asuntos asociados al territorio, como la imposibilidad de sostener nuevas iniciativas o de proteger contra el robo de identidad, la sobrecarga de información o el vandalismo.
C.R. Sunstein afirma la necesidad de preguntarnos, a la hora de evaluar las nuevas tecnologías de la comunicación, de qué forma puede afectarnos como ciudadanos y no solamente preguntarnos de qué forma nos afecta como consumidores de una sociedad capitalista, sobre la base de exigirnos responder a la cuestión de qué clase de ciudadanos queremos ser, qué papel queremos jugar y en qué clase de democracia queremos vivir. 
Otro inconveniente para su desarrollo es que debe ser votada y aprobada por los diputados y senadores que constituyen el sistema tradicional, es decir, que para lograr su efectiva imposición, se depende del sistema actual.
El autor alemán Ralf Dahrendorf sostiene que el exceso de participación produce el fenómeno del ciudadano total, esto tiene como consecuencia la saturación política de los ciudadanos, lo cual traería consigo un aumento de la apatía electoral. Esto nos lleva a pensar en como el exceso de democracia puede ser perjudicial para la propia democracia. 
A pesar de estos avances, investigaciones recientes han indicado, a través de un análisis FODA, que los riesgos de un gobierno electrónico están relacionados con la pérdida de datos, la privacidad y la seguridad, y la adopción por parte de los usuarios.
Finalmente, es necesario tener muy en cuenta que "la democracia no se define sólo por las jornadas de votación y no es un concepto digital o analógico, sino la suma permanente de espacios para ejercer de forma efectiva derechos y libertades, para encontrar modelos de representación incluyentes, que reivindiquen la pluralidad que impera, para que se haga valer la voluntad de las mayorías sin avasallar a las minorías."